# Treblinka (województwo mazowieckie)
Treblinka – wieś sołecka w Polsce położona w województwie mazowieckim, w powiecie ostrowskim, w gminie Małkinia Górna.

## Opis
W latach 1975–1998 miejscowość administracyjnie należała do województwa ostrołęckiego.
W pobliżu wsi znajdowały się karny obóz pracy w Treblince i obóz zagłady w Treblince.
Wierni Kościoła rzymskokatolickiego należą do parafii Trójcy Przenajświętszej i św. Anny w Prostyni.